# Malayerba
Malayerba är en ort i Mexiko.   Den ligger i kommunen Apan och delstaten Hidalgo, i den sydöstra delen av landet, 80 km öster om huvudstaden Mexico City. Malayerba ligger 2 506 meter över havet och antalet invånare är 410.
Terrängen runt Malayerba är platt åt sydost, men åt nordväst är den kuperad. Runt Malayerba är det ganska tätbefolkat, med 65 invånare per kvadratkilometer. Närmaste större samhälle är Calpulalpan, 14,8 km väster om Malayerba. Trakten runt Malayerba består till största delen av jordbruksmark.